# El taller del herrero
El taller del herrero es un tema recurrente de cinco pinturas del artista Joseph Wright de Derby. La versión que se encuentra en el Museo de Derby fue terminada en 1771.

## Descripción

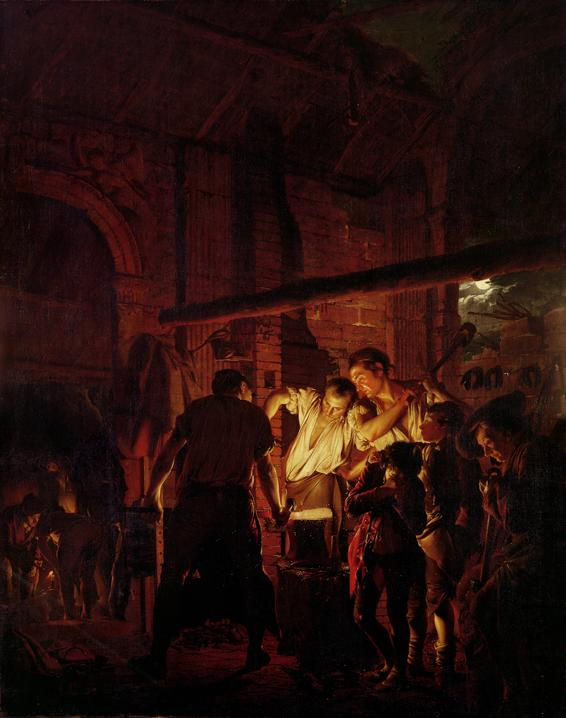
El taller del herrero
Derby Museum and Art Gallery

Las cinco pinturas de Joseph Wright que tienen como tema un taller de herrero fueron creadas entre 1771 y 1773. La versión de Derby ilustra a tres hombres trabajando en la manufactura o elaboración de una pieza de hierro o acero. La presencia de visitantes y el trabajo nocturno se explican porque Wright ha imaginado que un viajero ha sufrido un accidente, y el herrero debe trabajar a la luz de una vela. Este dispositivo permite a Wright mostrar su habilidad e interés en el juego de luz y sombra.

## Otras versiones

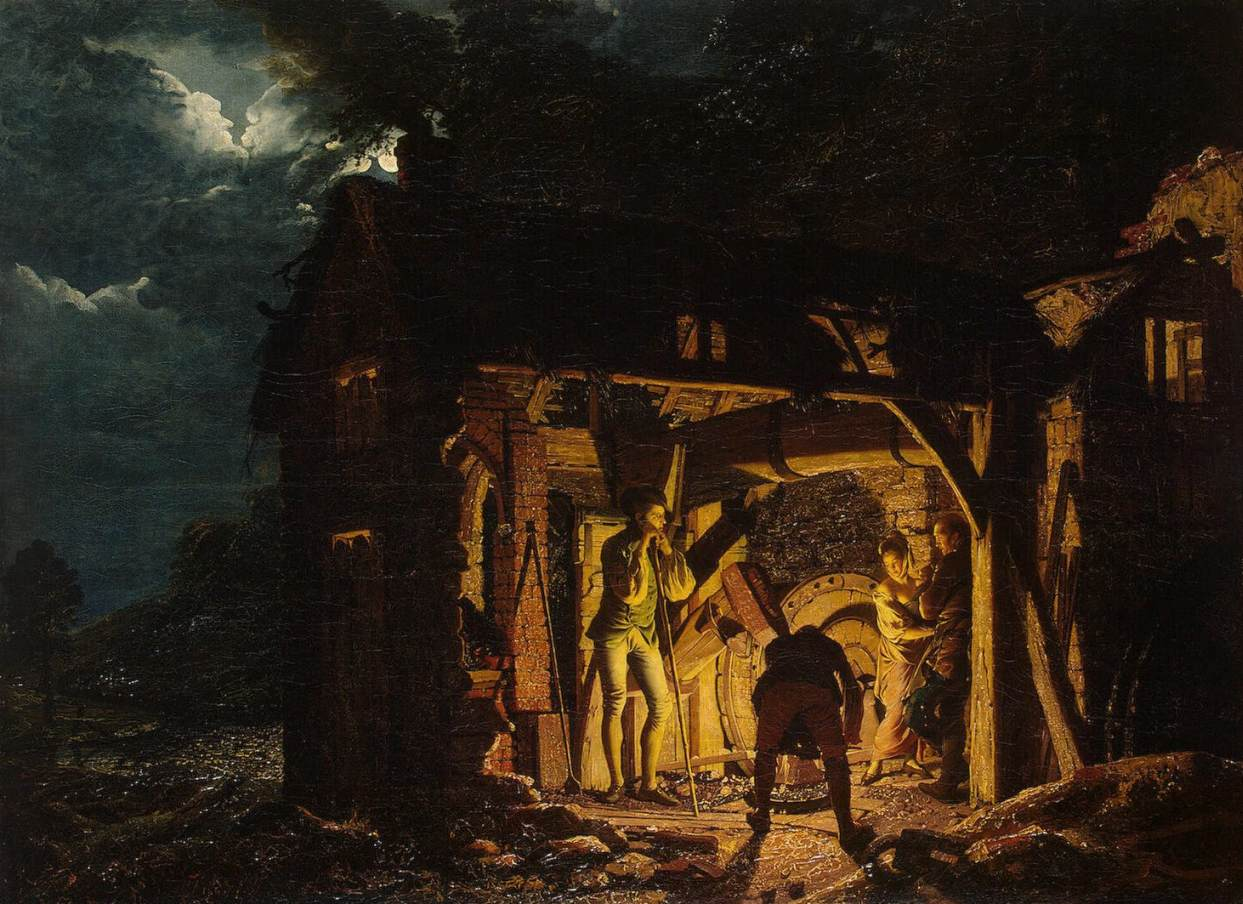
La forja de acero
Museo del Hermitage

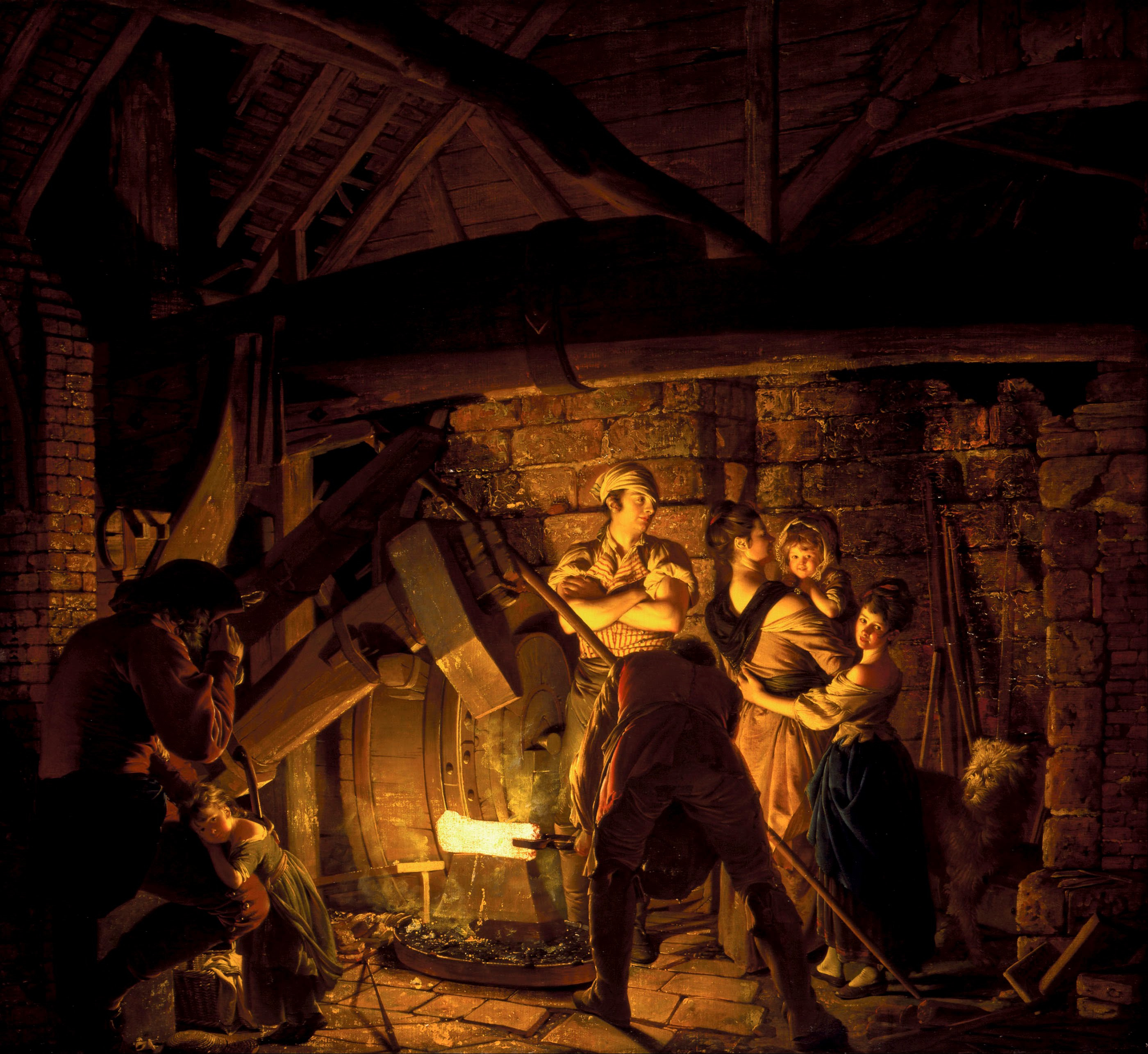
La forja de acero
Tate Britain

Las versiones posteriores que dan una visión más tradicional de un taller de forja están ahora en el Museo del Hermitage de San Petersburgo y en la Tate de Londres. En ellas, la figura principal está trabajando en la fragua mientras es observado por su familia. La novedad de las obras nocturnas de Wright reside en el tema. Sus cuadros se consideran frecuentemente como símbolos de la Revolución industrial y la Ilustración. Wright era una figura importante de la Sociedad Lunar y de la Sociedad filosófica de Derby, cuyos miembros estaban configurando el desarrollo de la ciencia y la ingeniería en Inglaterra.
En 1772, Wright creó una variación de 44 por 52 pulgadas de este tema, llamada La forja de acero, que fue vendida a Lord Palmerston por 200 libras. Esta versión está todavía en la familia Parmerstone. Otra versión de 41 por 55 pulgadas, titulada Una forja de acero vista desde fuera fue vendida a la emperatriz Catalina II de Rusia.
Otra versión de 1771 fue titulada La tienda del herrero, y fue vendida al primer Lord Melbourne. Permaneció en su familia hasta que fue entregada a Down House, donde se unió a la colección en memoria de Charles Darwin. Esta versión está ahora en la colección Mellon.